# Caldas de Manteigas

## Caldas de Manteigas
As Caldas de Manteigas é um lugar do Concelho de Manteigas que dista três quilómetros do centro histórico da Vila de Manteigas. É aqui que se encontra uma importante estância termal: Estância Termal das Caldas de Manteigas. Esta estância termal está adjudicada ao Instituto Nacional para o Aproveitamento dos Tempos Livres dos Trabalhadores (INATEL). Aqui existe, para além das termas propriamente ditas, um hotel do INATEL. E próximo o Hotel Vila Galé Serra da Estrela. A estância termal possui águas sulfurosas, indicadas no tratamento de várias doenças como o reumatismo, dermatoses, vias respiratórias e doenças músculo – esqueléticas, o Balneário Termal está equipado com piscina, ginásio de recuperação e sauna. As Termas são alimentadas por duas nascentes, com destaque para a chamada “Fonte Santa” cujas águas brotam a uma temperatura de 42ºC. O Balneário Termal encontra-se equipado com as mais modernas tecnologias sendo atualmente propriedade do INATEL. Nas Caldas de Manteigas existem vários outros lugares de interesse turístico como o Viveiro das Trutas (inaugurado em 1952), a calçada "romana", e o Centro Interpretativo do Vale Glaciar do Zêzere. Nas Caldas de Manteigas foi inaugurado o Hotel Vila Galé Serra da Estrela, hotel de 4 estrelas, em 2020, e com 91 quartos.

## Lugares a visitar nas Caldas de Manteigas
1. Viveiro das Trutas[2][3]
2. Calçada "romana" (entre o Viveiro das Trutas e o Hotel Vila Galé Serra da Estrela)
3. Centro Interpretativo do Vale Glaciar do Zêzere.[4][5]
4. Hotel Vila Galé Serra da Estrela[7]
5. Casa da Roda (antiga fábrica de lanifícios com uma roda de água)

## Lugares próximos das Caldas de Manteigas
1. Poço do Inferno
2. Vale Glaciário do Zêzere
3. Covão d'Ametade
4. Centro Histórico de Manteigas